# Dyschoriste nummulifolia
Dyschoriste nummulifolia là một loài thực vật có hoa trong họ Ô rô. Loài này được Chiov. mô tả khoa học đầu tiên năm 1929.